# Donald Bäcker
Donald Bäcker (* 14. Mai 1968 in Neuruppin, Bezirk Potsdam, DDR) ist ein deutscher Moderator und synoptischer Meteorologe. Er tritt im ARD-Morgenmagazin auf und ist einer der Moderatoren der Sendung Wetter vor acht.

## Leben
Bäcker wuchs in Walsleben auf. Seine Wetterbegeisterung erwachte im Rekord-Winter 1978/1979 angesichts von bis zu zwei Meter hohen Schneeverwehungen und völliger Abgeschiedenheit.
Von 1984 bis 1987 absolvierte er die Ausbildung zum Technischen Assistenten für Meteorologie an der Wetterstation Neuruppin und in Potsdam. Er arbeitete bis 1997 in der Wetterstation Neuruppin, zuletzt als Beamter auf Lebenszeit und studierte parallel dazu an der Fachhochschule des Bundes für öffentliche Verwaltung.
Ab 1999 arbeitete er mit einer kurzen Unterbrechung unter Jörg Kachelmann bei Meteofax/Meteomedia, durch eine Firmenübernahme heute MeteoGroup. Danach wechselte er zum Münchner Unternehmen Cumulus Media GmbH. Dort erstellt und präsentiert er wechselnd mit den Moderatoren Claudia Kleinert, Sven Plöger und Karsten Schwanke Wetterberichte sowie Reportagen.
2020 trat er in der Gameshow Hätten Sie’s gewusst? als Experte zum Thema Hurtigruten an.
Bäcker lebt in Walsleben und ist Vater von zwei Kindern.

## Auszeichnungen
Anlässlich des dritten „Gipfeltreffens der Wetterfrösche“ 2009 wurde ein Beitrag Bäckers als Beste Wetterpräsentation im deutschsprachigen Fernsehen 2009 ausgezeichnet.